# Troféu HQ Mix de melhor trabalho de conclusão de curso
Trabalho de conclusão de curso é uma das categorias do Troféu HQ Mix, premiação brasileira dedicada aos quadrinhos que é realizada pela Associação dos Cartunistas do Brasil (ACB) e pelo Instituto do Memorial das Artes Gráficas do Brasil (IMAG) desde 1989.

## História
Os prêmios ligados às pesquisas são definidos por uma comissão julgadora em conjunto com um júri especial. A premiação se tornou regular (e exclusivamente acadêmica) a partir de 2004, sendo que, em 2007, foi subdividida em três categorias, incluindo a de trabalho de conclusão de curso.

## Vencedores
| Ano  | Pesquisa | Autor(es) | Instituição | Nota   |
| ---- | --- | --- | --- | ------ |
| 2007 | HQ: a nona arte | Daniela de Andrade Santana, Janaina Guimarães Monteiro, Priscila Sodré Portilho da Silva e Vivian Lima Conesa                                         | Anhembi | [ 2 ]  |
| 2008 | Na Bodega, Colóquio Ilustrado | Gil Tókio | USP | [ 4 ]  |
| 2009 | A quarta dimensão do trabalho de Breccia | Pedro Franz Broering | UFSC | [ 5 ]  |
| 2010 | As Histórias em quadrinhos e o cinema: as artes irmãs                                                                                                   | Adriano Di Benedetto | USP | [ 6 ]  |
| 2011 | Letras, por Quixote de Cerveisner - estudo comparativo entre o capítulo VIII do Quixote de Cervantes e sua adaptação para os quadrinhos por Will Eisner | Leonardo Poglia Vidal | Unisinos | [ 7 ]  |
| 2012 | Traços e rabiscos nos anos 80 - o trabalho de Henfil na década da transição                                                                             | Fernanda de Alcântara Pestana e Luciana Fernandes dos Reis                                                                                            | Cásper Líbero | [ 8 ]  |
| 2013 | | Jean Monteiro | | [ 9 ]  |
| 2014 | A trajetória de Kamui Shirou: a representação da sociedade japonesa refletida nos mangás                                                                | Luiz Henrique Bezerra | PUC-PR | [ 10 ] |
| 2015 | Histórias em quadrinhos online: a prototipagem da webcomic "Frankestino"                                                                                | Maria Fernanda Milão Fuscaldo | PUC-RS | [ 11 ] |
| 2016 | 'A representação da Segunda Guerra Mundial em Alguns Quadrinhos Japoneses                                                                               | Renan Suchmacher | UFRJ | [ 12 ] |
| 2017 | Web Série Vozes e Traços O Novo Cenário Brasileiro de HQs                                                                                               | Bruna Penilhas, Daniel Generalli, Juliana Frezarin e Lucas Alencar                                                                                    | Umesp | [ 13 ] |
| 2018 | Naruna - Uma história sobre esculpir travessias | Mayara Lista Alcantara | UFRJ | [ 14 ] |
| 2019 | Webcomics dos Átomos aos bits | Cicero Henrique da Cruz Sampaio | Universidade Regional do Cariri | [ 15 ] |
| 2020 | Quadrinhos e Matemática: Algumas Possíveis Construções Usando a Imaginação Leandro Carlos Blum / UFRGS                                                  | Quadrinhos e Matemática: Algumas Possíveis Construções Usando a Imaginação Leandro Carlos Blum / UFRGS                                                | Quadrinhos e Matemática: Algumas Possíveis Construções Usando a Imaginação Leandro Carlos Blum / UFRGS                                                | [ 16 ] |
| 2021 | Quadrinhos e Matemática: Algumas Possíveis Construções Usando a Imaginação Leandro Carlos Blum / UFRGS                                                  | Quadrinhos e Matemática: Algumas Possíveis Construções Usando a Imaginação Leandro Carlos Blum / UFRGS                                                | Quadrinhos e Matemática: Algumas Possíveis Construções Usando a Imaginação Leandro Carlos Blum / UFRGS                                                | [ 17 ] |
| 2022 | Conversações em Rede: Uma Análise da Interação da Editora Pipoca & Nanquim com Seus Fãs-Clientes nas Plataformas Digitais Carolina Luz Paulo / PUC-RS   | Conversações em Rede: Uma Análise da Interação da Editora Pipoca & Nanquim com Seus Fãs-Clientes nas Plataformas Digitais Carolina Luz Paulo / PUC-RS | Conversações em Rede: Uma Análise da Interação da Editora Pipoca & Nanquim com Seus Fãs-Clientes nas Plataformas Digitais Carolina Luz Paulo / PUC-RS | [ 18 ] |
| 2023 | A Imagem como Forma de Combate ao Preconceito: a Elaboração de uma História em Quadrinhos com Temática LGBTQIAP+ Gustavo Paiva Cardozo de Mello         | A Imagem como Forma de Combate ao Preconceito: a Elaboração de uma História em Quadrinhos com Temática LGBTQIAP+ Gustavo Paiva Cardozo de Mello       | A Imagem como Forma de Combate ao Preconceito: a Elaboração de uma História em Quadrinhos com Temática LGBTQIAP+ Gustavo Paiva Cardozo de Mello       | [ 19 ] |